# Alexander Schönfelder
Alexander Schönfelder (* 1963 in Marburg) ist ein deutscher Diplomat. Seit Sommer 2022 ist er Botschafter der Bundesrepublik Deutschland in den Vereinigten Arabischen Emiraten und leitet als solcher die Botschaft Abu Dhabi.

## Leben
Schönfelder wurde 1963 in Marburg geboren. Er studierte Volkswirtschaftslehre.
Er arbeitete in den Jahren 1988 und 1989 im Deutschen Institut für Entwicklungspolitik. In den folgenden Jahren war er als Beamter der Organisation der Vereinten Nationen für industrielle Entwicklung (UNIDO) in verschiedenen Ländern im Einsatz.
Nach erfolgreicher Teilnahme am Auswahlverfahren des Auswärtigen Amts folgte in den Jahren 1993 bis 1995 der Vorbereitungsdienst für den höheren Auswärtigen Dienst in Bonn. 1995 legte er die Laufbahnprüfung ab. 
Auslandsverwendungen führten Schönfelder in die Vereinigten Staaten (Botschaft Washington), nach Thailand (Botschaft Bangkok), Japan, in den Irak und nach Algerien (Botschaft Algier).
In der Zentrale des Auswärtigen Amts war er von 2007 bis 2011 stellvertretender Leiter des Referats für internationale Energiepolitik und von 2014 bis 2018 Referatsleiter für Fragen der Handels-, Finanz- und Sanktionspolitik sowie der G7 und G20. Von 2018 bis 2022 war er Beauftragter für Wirtschaftspolitik, Außenwirtschaftsförderung und digitale Transformation.
Seit Sommer 2022 leitet Schönfelder als außerordentlicher und bevollmächtigter Botschafter in den Vereinigten Arabischen Emiraten die Botschaft Abu Dhabi.